# Deriva (nautica)

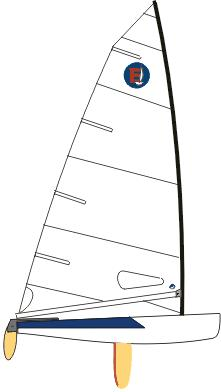
La deriva è l'appendice nella parte centrale in basso dello scafo. Nell'immagine un Europa.

La deriva è un'appendice simile a un'ala collocata perpendicolarmente nella parte più bassa dello scafo di una barca a vela o sotto le tavole da surf e windsurf e che dà il nome a una categoria di imbarcazioni a deriva mobile.

## Descrizione
Nelle piccole imbarcazioni, la deriva ha la sola funzione di equilibrare le forze messe in gioco dal vento sulle vele che tenderebbero a far traslare la barca in direzione diversa dalla rotta preposta (scarroccio e deriva) ed è generalmente mobile, ovvero retraibile (parzialmente o completamente) all'interno dell'imbarcazione quando (nelle andature portanti) la barca, procedendo con il vento a favore tende a scarrocciare di meno, e quindi necessita di meno spinta contrastante o come di poppa, andatura nella quale la barca non scarroccia e nella quale la deriva viene alzata completamente. Nelle imbarcazioni più grandi la deriva riveste anche un'azione equilibrante ed è fissa. In quest'ultimo caso essa sarà di materiale quale piombo o ghisa o avrà concentrato maggior peso nella parte finale tramite un agglomerato a forma di siluro detto bulbo. Da un punto di vista tecnico il peso del bulbo (che nelle imbarcazioni della classe Coppa America va dalle 19 alle 22 tonnellate) serve ad incrementare l'altezza metacentrica abbassando il baricentro dell'imbarcazione, in modo da aumentare anche il momento di stabilità della stessa.
Tenendo presente che tutte le grandi barche a vela moderne dispongono di deriva fissa (in alcuni casi basculante orizzontalmente rispetto all'asse longitudinale della barca), è opportuno fare una precisazione sulle derive delle imbarcazioni più piccole.

## Tipi di deriva
- Basculante
- A ghigliottina

### Deriva basculante
Per deriva basculante si intende quel tipo di deriva fissata ad un perno all'interno della cassa della deriva e regolata tramite delle cime. Questo tipo di deriva si trova su diversi tipi di imbarcazioni: Flying Junior, 420, 470, Finn ed il più grosso Flying Dutchman sono alcuni esempi.
Col termine deriva basculante si intende anche una nuova tecnologia che permette alla deriva di ruotare lungo l'asse longitudinale (lunghezza) della barca per migliorare la forza antisbandamento. È utilizzata nelle barche oceaniche o nei mini-transat 6.5.
Richiede l'utilizzo di pistoni idraulici o paranchi a decine di vie.

### Deriva a ghigliottina / a baionetta
Come suggerito dal nome, questo tipo di deriva viene introdotta verticalmente e manualmente all'interno della scassa della deriva. Le regolazioni di questo tipo di deriva avvengono a mano, senza l'ausilio, dunque, di cime, se non gli elastici o altri accorgimenti che mantengono la deriva in posizione. La deriva a ghigliottina è usata (tra le altre barche) anche su Laser e Optimist.